# Bagrami (distrikt)
Bagrami är ett distrikt i Afghanistan. Det ligger i provinsen Kabul, i den nordöstra delen av landet, 16 kilometer öster om huvudstaden Kabul. Administrativ huvudort är Bagrami.
Distriktet beräknades år 2022 ha cirka 65 000 invånare.